# Акахата
«Акахата» (яп. しんぶん赤旗 , рус. «Акахата», с яп. — «Красное знамя») — японская газета, официальное печатное издание коммунистической партии Японии.

## История
Газета основана в 1928 году под названием «Сэкки». Сначала издавалась нелегально.
Японский поэт Нисизава (занимавшийся изданием газеты с 1932 года до ареста в январе 1934 года) в интервью 1946 года рассказал К. М. Симонову, что в это время газета "Акахата" тайно печаталась в подпольной типографии в Токио (находившейся в подвале, устроенном под другим подвалом).
С 5 декабря 1945 года стала издаваться легально и переименована в современное название. Газета мужественно разоблачала колонизаторскую политику США в Японии, а также японских реакционеров, являющихся пособниками американского империализма, также выступала против превращения Японии в плацдарм США для войны против СССР и КНР и боролась за независимость и за демократизацию Японии. Газета подвергалась жестоким преследованиям со стороны американских оккупационных властей и их японской агентуры.
В июне 1950 года по распоряжению американских оккупационных властей в Японии издание газеты «Акахата» было запрещено, а коммунистическая партия была вынуждена перейти на полулегальное положение.
Начиная с мая 1952 года выход в свет газеты возобновился. Сегодня газета «Акахата» — одно из самых популярных изданий в Японии, которое издаётся во многих странах мира.
В 1972 году тираж газеты «Акахата» составлял 600 тыс. экз. в будние дни и 2,2 млн в воскресные.
В 2007 году тираж ежедневного выпуска газеты «Акахата» составлял свыше 600 тыс. экз., тираж воскресного выпуска — свыше 2,4 млн экз..
В 2014 году тираж газеты «Акахата» составлял 1,2 млн экземпляров.